# Rhabdophis tigrinus
Rhabdophis tigrinus es una especie de serpiente venenosa de la familia Colubridae, subfamilia Natricinae. Esta especie tiene un tamaño promedio de alrededor de 1 metro, frecuenta zonas de humedales del este de Asia y Rusia. Se alimenta principalmente de anfibios a los que neutraliza con su veneno. Es una especie potencialmente peligrosa para los humanos debido a que la acción de su veneno puede ser mortal, y a su carácter ponzoñoso. De hecho, es capaz de almacenar las toxinas contenidas en los sapos que constituyen su dieta y liberarlas como defensa contra los depredadores. Esta habilidad convierte a R. tigrinus en la única especie animal conocida que es a la vez venenosa y ponzoñosa.

## Descripción
Esta serpiente tiene dentición opistoglifa y mide generalmente cuando es adulta entre 0,60 y 1,30 m, inclusive hasta 1,70m. Un estudio realizado en la isla de Yakushima, Japón, demostró que la longitud hocico-cloaca de los machos variaba entre 0,60 y 0,90 metros para una masa entre 60 y 260 gramos, mientras que las hembras medían entre 0,65 y 1,30 m para una masa entre 80 y 800 gramos. La cabeza es ovalada y bastante diferenciada del resto del cuerpo. Los ojos son bastante grandes, con pupila redonda.
La parte superior de la cabeza es de color verde oliva, con una franja amarilla transversal rodeada de negro en la nuca. Las escamas supralabiales también son amarillas, con suturas negras. El iris es de color marrón oscuro, al igual que la lengua. El resto del cuerpo presenta manchas verdes, amarillas, anaranjadas y negras dispuestas alternativamente en cinco bandas longitudinales, mostrando los costados las tonalidades anaranjadas más marcadas3. En cuanto a la parte ventral, la cabeza es blanquecina mientras que las escamas del resto del cuerpo son negras con ligeras franjas irregulares (amarillentas o verdosas). Sin embargo, existe una gran variabilidad de color dentro de la especie, habiéndose observado ejemplares sin patrón, melánicos, hipomelánicos, aneritristas, axánticos, albinos o incluso azules.
Las escamas dorsales y laterales están dispuestas en 15 a 19 filas. Tienen una quilla muy fuerte, mientras que las escamas ventrales son suaves. La escama anal se divide en dos y las subcaudales van en pares.

## Hábitat y ecología
Esta especie terrestre y semiacuática se asocia a pastizales inundados, acequias, arrozales y estanques de cultivo donde se encuentran sus presas anfibias, así como a ríos y otros humedales naturales. También se encuentra en bosques templados y tropicales. En Rusia, aunque el hábitat típico es similar, también se ha encontrado tanto a distancias considerables del agua como en zonas costeras (Ananjeva et al. 2006). Se puede encontrar en laderas de montañas caracterizadas por pastizales húmedos, así como en llanuras. La dieta consiste principalmente en ranas, sapos, renacuajos y peces; esta especie es levemente venenosa y también se sabe que secuestra bufodienólidos de los sapos consumidos y almacena las toxinas en sus glándulas nucales para defenderse (Mori et al. 2012). Las hembras de esta serpiente ovípara ponen nidadas de junio a agosto (Moriguchi 1996), típicamente de 10 a más de 20 huevos pero con un registro de 46 huevos.
Se encuentra entre los 30 y 2200 metros de altura.

## Distribución geográfica
Esta especie se encuentra en:
China (Tianjin, Tíbet [o Xizang], Henan, Ningxia, Guangxi, Beijing, Heilongjiang, Shanxi, Chongqing, Shaanxi, Shandong, Anhui, Jiangxi, Fujian, Jiangsu, Shanghái, Zhejiang, Hunan, Hubei, Sichuan, Hebei, Gansu, Yunnan, Guizhou, Jilin, Nei Mongol, Liaoning, Qinghai); Japón (Shikoku, Honshu, Kyushu); Corea del Norte; República de Corea, Federación Rusa (Jabárovsk, Primorie); Provincia china de Taiwán. Es incierta su presencia en Vietnam.

## Etología y biología

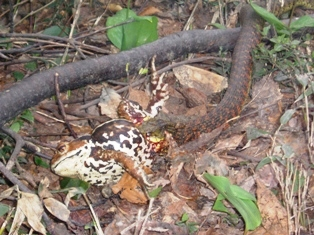
Rhabdophis tigrinus

### Alimentación
Al habitar en ambientes húmedos, Rhabdophis tigrinus se alimenta principalmente de anuros, ranas como Hyla japonica o sapos y en ocasiones de sus renacuajos, aunque se alimenta preferentemente de individuos adultos. También puede alimentarse de pequeños mamíferos y ocasionalmente de peces u otras serpientes.
Para cazar, Rhabdophis tigrinus utiliza tanto sus sentidos químicos, como el olfato y la vomerolfacción, como la vista, lo que parece indicar que la especie no está perfectamente adaptada al medio acuático, siendo las especies acuáticas las que utilizan principalmente sus sentidos químicos para cazar.

### Reproducción
Esta especie es ovípara. En primavera, la hembra pone entre 8 y 47 huevos. Al nacer, las crías miden unos 16 cm.

### Veneno
Es una serpiente venenosa, cuyo veneno provoca trastornos de la coagulación

### Depredadores y comportamiento de defensa
Las glándulas nucales (en el cuello) liberan un líquido cuando el animal es atacado por un depredador (un pájaro, por ejemplo). Este líquido contiene esteroides tipo bufadienólido. Estos esteroides provendrían de sapos (Bufonidae) que son parte de las presas de estas serpientes, y que sintetizan estas moléculas, no teniendo las serpientes esta posibilidad.
Los bufadienólidos irritan las membranas mucosas de los depredadores y aumentan la frecuencia cardíaca. Así, estas serpientes son evitadas por los depredadores por las desagradables sensaciones que genera su consumo. Por el contrario, en la isla japonesa de Kinkazan, donde los sapos son raros, estas serpientes tienden a mostrar un comportamiento de huida cuando se enfrentan a un depredador. Además, algunos bufadienólidos se transmiten de madre a crías.

## Subespecies
- Rhabdophis tigrinus tigrinus (BOIE 1826)
- Rhabdophis tigrinus formosanus (MAKI 1931)